# Blasewitz
Blasewitz is een stadsdeel ten oosten van het centrum van de Duitse stad Dresden, in de deelstaat Saksen. Blasewitz telde in 2012 10.147 inwoners.
Het bekendste bouwwerk van Blasewitz is de Loschwitzer Brücke, die lokaal bekend is als het blauwe wonder

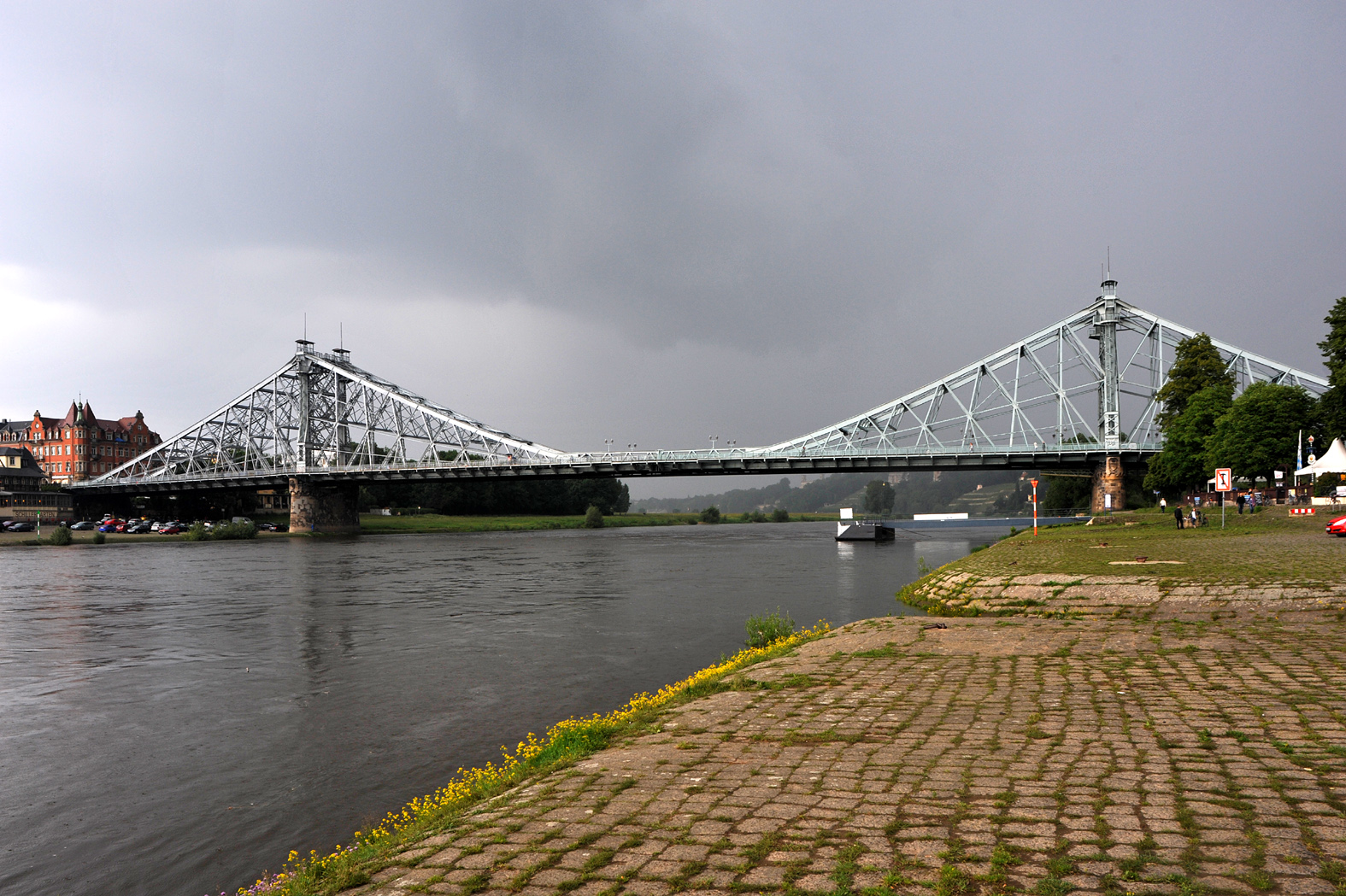
Loschwitzer Brücke

De oudste schriftelijke vermelding van Blasewitz stamt uit het jaar 1349. In 1921 werd Blasewitz geannexeerd door Dresden.

## Geboren
- Johann Gottlieb Naumann (1741-1801), componist